# Asterix in Corsica
(Gli Autori)
Asterix in Corsica (Astérix en Corse) è la ventesima storia a fumetti della serie Asterix, creata da René Goscinny (sceneggiatura) e Albert Uderzo (disegni). La sua prima pubblicazione in lingua originale risale al 1973.

## Trama
Nell'anniversario della battaglia di Gergovia, Asterix e i suoi compagni, insieme ad alcuni amici incontrati nelle passate avventure, organizzano una festa che include una sortita nell'accampamento romano di Babaorum. Qui, dopo la solita scazzottata con i Romani, incontrano Ocatarinetabelasciscix, un prigioniero corso deportato nel continente perché capo della resistenza nella sua Isola.
Dopo esser stato liberato rivela, durante il banchetto, che egli, assieme ai capi degli altri villaggi in Corsica, devono recarsi nella capitale, Aleria, prima della partenza del console, e riprendersi ciò che egli ha sottratto loro durante l'anno in cui è in carica. Finora niente che proviene dalla Corsica è arrivato nelle mani di Cesare e per questo il nuovo pretore, Suelburnus, lo ha esiliato.
Asterix e Obelix decidono così di riportare l'esule in patria: dopo varie peripezie approdano in Corsica, dove riescono a raggiungere il villaggio di Ocatarinetabelasciscix, nonostante la presenza dei Romani. Il corso, tuttavia, li rassicura, dicendogli che vi sono accampamenti solo lungo le coste, vista la difficoltà di insediarsi all'interno dell'isola a causa della vegetazione. Inoltre specifica che i Romani presenti in Corsica sono perlopiù "miserabili", mandati lì per punizione, e solo ad Aleria ci sono vere truppe.
Arrivati al villaggio di Ocatarinetabelasciscix, i due Galli dovranno fare i conti con le rivalità fra i capi clan, in particolare quella tra il loro amico e Figatellix, capo del clan rivale al suo per via di una sciocchezza di tanto tempo fa, ma acuita dalla convinzione di Ocatarinetabelasciscix che egli lo abbia venduto ai Romani quando era al suo villaggio per nascondersi.
Il giorno della presa di Aleria Asterix e Obelix assieme ai corsi assaltano la città, non facendosi mancare le sonore botte che riservano ai Romani in Armorica, riprendendosi il maltolto e cacciando il pretore.
Alla fine della grandiosa battaglia si viene a sapere, grazie anche al guerriero corso Salamix (arruolatosi nelle legioni a seguito di una botta in testa, che lo rimbambì, e rinsavito grazie ad una sberla di Asterix), che Figatellix non ha mai venduto Ocatarinetabelasciscix ai Romani: quest'ultimi lo hanno semplicemente pedinato, approfittando dell'assenza temporanea di Figatellix (il quale stava portando provviste al cugino nascosto nella foresta per via di un'altra faida con un'altra famiglia) per catturarlo.
Infine Asterix elimina definitivamente gli ultimi attriti e i due corsi finalmente si riappacificano, così i due Galli possono tornare a casa, a banchettare sotto le stelle, arricchiti dalla nuova esperienza.

## Personaggi principali
I personaggi presenti nella storia più rilevanti ai fini della trama sono:
- Asterix: si incarica di riportare a casa Ocatarinetabelasciscix, e come al solito darà prova di ingegno e coraggio
- Obelix: si guadagna senza volere il rispetto e l'ammirazione dell'esule corso dimostrando di essere come lui permaloso, fiero e incline all'ozio
- Ocatarinetabelasciscix (Ocatarinetabellatchitchix)[3]: il prigioniero corso innamorato della sua terra, capo di uno degli innumerevoli clan dell'isola, incarna tutte le virtù dei suoi connazionali risultando fiero, indomito, pigro ed estremamente orgoglioso, prende in simpatia Obelix in quanto assomiglia a lui.
- Salamix (Salamix): guerriero corso arruolatosi nelle legioni a seguito di una botta in testa, che lo ha lasciato decisamente rimbambito. Grazie a una sberla di Asterix rinsavisce e torna a combattere i romani
- Suelburnus (Suelburnus)[4]: pretore e governatore romano della Corsica, ha in Ocatarinetabelasciscix il suo peggiore incubo. Di fronte alla minaccia gallo-corsa tenta di fuggire, ma viene scoperto dai suoi soldati e costretto a rimanere fino alla fine (sebbene egli tenti di convincerli che "non potete costringere il vostro capo a marciare davanti!")

## Riferimenti storici
Secondo quanto affermato sul sito ufficiale, gli autori si prepararono alla realizzazione di questa avventura con un "viaggio di studio" sull'isola, per documentarsi in prima persona. Sempre sul sito ufficiale si legge come questo sia stato, insieme con L'Odissea di Asterix, l'unico albo per la realizzazione del quale gli autori hanno beneficiato di un viaggio di documentazione.

Anche in questa storia vengono parodiati stereotipi riferiti alla popolazione moderna del luogo visitato, in questo caso gli abitanti della Corsica. Nella premessa all'albo gli autori si scusano anticipatamente coi Corsi per l'ironia presente nella storia: «i Corsi - che son ritenuti individualisti, tanto son sicuri di sé, apatici, ospitali, leali, fedeli agli amici, attaccati al paese natio, chiacchieroni e coraggiosi - sono pure ben altro. Sono permalosi». La Corsica viene infatti parodiata secondo quello che sono i più comuni stereotipi: una terra selvaggia coperta da un'impenetrabile macchia mediterranea, abitata da un popolo fiero e indipendente, da donne bellissime e silenziose vestite sempre di nero e guardate a vista da fratelli e mariti e da "vecchi senza età che guardano scorrere la vita". Vi sono innumerevoli riferimenti alle interminabili e complesse faide interne e alla vendetta nonché alla supposta pigrizia estrema dei corsi, grandi amanti della siesta. L'albo si apre con una cartina della Corsica, che rimpiazza quella usuale della Gallia nel 52 a.C. e presenta i nomi alquanto fantasiosi degli avamposti romani dislocati lungo la costa. Fra di essi, oltre a vari piuttosto improbabili come "Chewingum" o "Opossum", si notano "Tartopum", nominato da Giulio Cesare in Asterix in Iberia, che lo confonde con Babaorum, e Mariapacum, allusione all'attrice Maria Pacôme. Il nome di Ocatarinetabelasciscix è una citazione dalla canzone Tchi- tchi del cantante corso Tino Rossi. Anche la parola d'ordine usata dai Galli per imbarcarsi di nascosto, "Vienivienivieni" (tav. 15), richiama un'altra canzone dello stesso Rossi. 

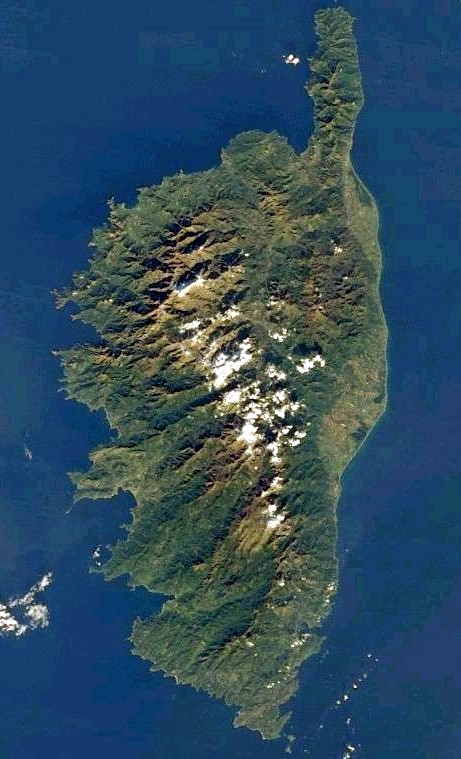
La Corsica vista dall'alto

Sono presenti inoltre alcuni riferimenti a Napoleone Bonaparte come quando Ocatarinetabelasciscix dichiara che "perché i corsi accettino un Imperatore, bisognerà che sia corso egli stesso"; nella tav. 34, Ocatarinetabelasciscix parla del pigro capoclan Osterlix (Sonniferix) affermando che "il sonno (sommeil) d'Osterlix" è ben noto presso di loro ("c'est qu'il est célèbre chez nous, le sommeil d'Osterlix"): la frase è un gioco di parole su Le soleil d'Austerlitz, in riferimento alla battaglia napoleonica. Nella versione in lingua italiana, la battuta viene trasformata in "chi dorme, non piglia Romani", perdendo così il riferimento. Ancora, nella stessa tav. 34 Ocatarinetabelasciscix chiama i suoi guerrieri corsi "grognard", ovvero "grugnenti" ("ils sont tous là, mes grognards"), in riferimento al verso simile al grugnito dei cinghiali che questi utilizzano come grido di guerra. Grognard, tuttavia, è il nomignolo storicamente attribuito ai soldati della Guardia imperiale di Napoleone. Anche questo gioco di parole non è presente nella versione italiana, essendo praticamente impossibile da adattare.

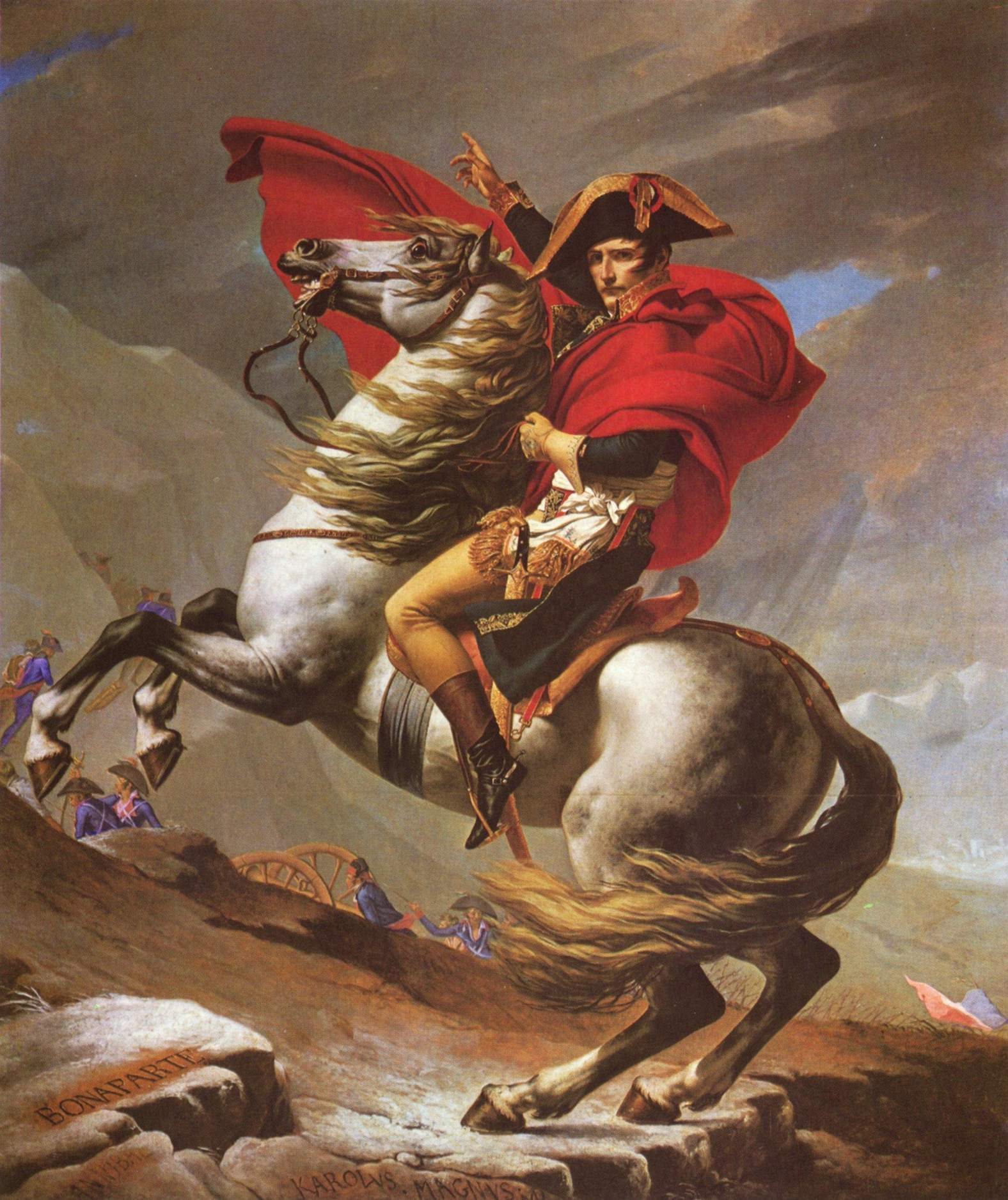
L'"Imperatore corso" in un celeberrimo quadro di Jacques-Louis David

Il personaggio del centurione di Babaorum Gazpachoandalus, è una caricatura di Pierre Tchernia; l'attore e regista era un grande amico di Goscinny e Uderzo e appare anche in altre avventure della serie, ad esempio Asterix e i Belgi.

### Riferimenti ad altri albi
Nelle tavole iniziali appaiono diversi personaggi visti in avventure precedenti, che giungono al villaggio armoricano per partecipare alla commemorazione dell'anniversario di Gergovia. Questi sono:
- Formagginix l'elvetico, dall'albo Asterix e gli Elvezi, con sua moglie
- gli iberi Pepe, Salsadipeperon y Monton suo padre e sua madre, dall'albo Asterix in Iberia
- il luteziano Querorcontrix, dall'albo Asterix gladiatore
- Beltorax, il cugino britanno di Asterix, insieme al suo capo Zebigbos e altri compagni di villaggio -e rispettive signore- visti in Asterix e i Britanni
- Belfix (Figliastrix) di Lugdunum (Lione), Labeldecadix di Massilia (Marsiglia), Cambiaeldix (Cambiamusix) di Gesocribate (Le Conquet), tutti dall'albo Asterix e il giro di Gallia. Da notare come questi personaggi fossero ancora sconosciuti in Italia non essendo questa storia ancora stata pubblicata. Nessuno dei personaggi, infatti, manterrà il nome assegnato in questo albo.
- l'arverno Alambix e signora, dall'albo Asterix e lo scudo degli Arverni

## Storia editoriale
In Francia la storia fu serializzata inizialmente all'interno della rivista Pilote in cui apparve a puntate dal numero 687 (4 gennaio 1973) al 708 (24 febbraio 1973); in seguito è stata ristampata in albo cartonato quello stesso anno dall'editore Dargaud. È l'ultima storia di Asterix ad essere stata pre-pubblicata all'interno di Pilote.
Attualmente l'albo viene ristampato dalla casa editrice Hachette Livre, che nel dicembre 2008 acquisì da Uderzo e da Anna Goscinny (figlia dello scomparso René) tutti i diritti sulle pubblicazioni di Asterix.

### Edizioni estere

#### Italia
In Italia l'albo è edito, come gli altri della serie, da Mondadori; la prima edizione italiana risale al maggio 1974 per la traduzione di Luciana Marconcini. La Mondadori ha ristampato l'albo più volte nel corso degli anni; l'ultima edizione, condotta su quella francese di Hachette Livre, è della fine del 2011 e rispetto alle precedenti presenta, pur mantenendo invariata la traduzione, una copertina diversa, un nuovo lettering e una colorazione rinnovata; è inoltre caratterizzata dall'avere la sagoma di Asterix stampata in rosso sulla costa. Inoltre nell'ottobre 2009 la storia è apparsa all'interno di I viaggi di Asterix, volume a colori in formato tascabile della collana Mondadori "Oscar Best Sellers" comprendente anche le storie Asterix e Cleopatra e Asterix e i Britanni.
La storia è stata pubblicata a puntate anche all'interno della rivista Il Giornalino (Edizioni San Paolo), nella quale fece la sua prima apparizione nel 1979 venendovi poi ristampata periodicamente. Tale edizione è basata su quella Mondadori e presenta la stessa traduzione di Luciana Marconcini.

#### Grecia
Nell'edizione in lingua greca dell'albo i personaggi corsi vengono fatti parlare in dialetto cretese; a quanto pare gli stereotipi riferiti a questo popolo sono simili a quelli popolarmente attribuiti in Grecia agli abitanti dell'isola egea.

#### Serbia
Nell'edizione in lingua serba i corsi parlano nel tipico dialetto del Montenegro, per motivi simili a quelli per l'edizione greca.

## In altre lingue
Il titolo originale dell'albo, Astérix en Corse, è stato tradotto come segue in alcune delle principali lingue in cui il fumetto è edito; vengono inoltre indicate la casa editrice e l'anno di prima pubblicazione:
- catalano: Astèrix a Còrsega - Salvat editores,  Spagna
- ceco: Asterix na Korsice - Egmont ČR,  Rep. Ceca, 2003
- danese: Asterix på Korsika - Egmont Serieforlaget A/S,  Danimarca, 1977
- finlandese: Asterix Korsikassa - Egmont Kustanus Oy,  Finlandia, 1975
- greco: Ο Αστερίξ στην Κορσική - Anglo Hellenic Agency,  Grecia, 1978
- inglese: Asterix in Corsica - Orion,  Regno Unito, 1979
- olandese: Asterix op Corsica - Hachette Livre,  Paesi Bassi, 1975
- polacco: Asteriks na Korsyce - Egmont Poland Ltd,  Polonia, 1994
- portoghese: Astérix na Córsega - Edições ASA,  Portogallo, 1974
- spagnolo: Astérix en Córcega - Salvat editores,  Spagna, 1975
- svedese: Asterix på Korsika - Egmont Kärnan AB,  Svezia, 1977
- tedesco: Asterix auf Korsika - Egmont Ehapa Verlag,  Germania, 1975